# Паредеш-да-Бейра
Паредеш-да-Бейра (порт. Paredes da Beira)  —  район (фрегезия) в Португалии,  входит в округ Визеу. Является составной частью муниципалитета  Сан-Жуан-да-Пешкейра. По старому административному делению входил в провинцию Траз-уж-Монтиш и Алту-Дору. Входит в экономико-статистический  субрегион Доуру, который входит в Северный регион. Население составляет 733 человека на 2001 год. Занимает площадь 23,32 км².
Покровителем района считается Апостол Варфоломей (порт. São Bartolomeu). 